# Viridigona minima
Viridigona minima är en tvåvingeart som beskrevs av Stefan Naglis 2003. Viridigona minima ingår i släktet Viridigona och familjen styltflugor. Inga underarter finns listade i Catalogue of Life.